# Mohembo East
Mohembo East – wieś w Botswanie w dystrykcie North West. Według spisu ludności z 2011 roku wieś liczyła 550 mieszkańców.